# Stančič
Stančič je priimek več znanih Slovencev:
- Dino Stančič (*1992), nogometaš
- Lea Stančič, diplomatka
- Zora Stančič/-ć (*1956), vizualna umetnica, grafičarka
- Zoran Stančič (*1962), geodet in politik, diplomat